# Paraheterotyphlum
Paraheterotyphlum ist eine Gattung der Spulwürmer mit zwei Arten, die bei Seeschlangen vorkommen.

## Merkmale
Paraheterotyphlum sind Ascaridoidea, deren Lippen länger als breit und ohne Zahnung sind. An den Lippenwinkeln sind Verbindungsfacetten ausgebildet, Zwischenlippen (Interlabia) fehlen. Im Halsbereich treten Halspapillen auf, Zervikalflügel sind nicht ausgebildet. Der Ösophagus endet in einem kugelförmigen Ventriculus mit einem doppelten Anhängsel. Ein Blinddarm ist ebenfalls vorhanden. Das Ausscheidungssystem tritt nur einseitig auf, ihr Nucleus liegt dicht am Nervenring. Die Vulva liegt im vorderen Körperdrittel und hat keine offensichtlichen Lippen. Der Schwanz ist kurz, abgerundet und am Ende mit einer Gruppe Dornen besetzt. Die Spicula sind geflügelt, vor der Kloake liegen zahlreiche Papillen, darüber hinaus kleine um die Kloake und an der Schwanzspitze.

## Systematik
Zur Gattung gehören zwei Arten:
- Paraheterotyphlum australe Johnston & Mawson, 1948
- Paraheterotyphlum ophiophagos Schmidt & Kuntz, 1973